# Ford LCF
Il Ford LCF è un autocarro prodotto dalla Ford americana a partire dal 2004 destinato alla distribuzione di merci urbana.
È il frutto di una joint-venture tra la Ford e la Navistar, che infatti commercializza il gemello Navistar CF; entrambi i camion sono prodotti in Messico.
Il Ford LCF era destinato a sostituire il Cargo, che tuttavia lo ha affiancato ancora per un po', visto il suo considerevole numero di vendite.
Il motore dell'autocarro è prodotto dalla Navistar, ed è un V6 turbodiesel da 4,5 litri con iniezione common rail e ricircolo refrigerato dei gas di scarico. Lo scopo di questi attributi è quello di superare le norme Epa antinquinamento in vigore negli Stati Uniti d'America.
Il motore eroga una potenza di 147 kW-200 cv e una coppia di 600 Nm.
Il Ford  LCF è dotato di un cambio automatico a 5 rapporti e di una cabina che utilizza la cellula del Titan della Mazda. È proposto in 5 varianti di passo (da 2,9 a 4,7 metri) e in tre classi di peso: 7300, 8200 e 8500 kg.